# Christian Gabriel Klingemann
Christian Gabriel Klingemann  (* 4. Februar 1703 in Körlin in Hinterpommern; † unbekannt) war ein deutscher Militär.
Klingemann war kurfürstlich-sächsischer Kriegsoberkommissar zu Dresden und dort auch Kontrolleur beim Generalkriegszahlamt. Für die Kirche St. Michaelis seiner Geburtsstadt Körlin stiftete er ein Gemälde Martin Luthers und einige Gebrauchsgegenstände.